# Pin de Colorado
Pinul de Colorado (Pinus edulis) este o specie de plante din genul pinilor (Pinus). Este originar din vestul Americii de Nord. Această specie tolerează seceta și formează semințe de pin mari, comestibile.

## Distribuție și habitat
Arealul de răspândire din SUA cuprinde Colorado, sudul Wyomingul, estul și centrul Utah, nordul Arizonei, New Mexico, vestul Oklahomei, sud-estul Californiei și Munții Guadalupe din vestul îndepărtat al Texasului, precum și nordul Mexicului. Apare la altitudini moderate de 1.600–2.400 de metri, rareori până la 1.400 m și până la 3.000 m. Pinul este răspândit și adesea abundent în această regiune, formând păduri extinse deschise, de obicei amestecate cu ienupări. Pinul de Colorado crește ca specie dominantă pe 4,8 milioane de acri în Colorado (19.000 km²), reprezentând 22% din pădurile statului.

## Descriere
Pinul de Colorado (Pinus edulis) este un arbore de dimensiuni mici-mijlocii, care ajunge la 3,0–6,1 m înălțime și cu un diametru al trunchiului de până la 80 de centimetri, rareori mai mult. Creșterea sa este extrem de lentă, crescând doar 1,8 metri într-o sută de ani în condiții bune cu o creștere medie 18 milimetri pe an. Scoarța este brăzdată neregulat și solzoasă. Frunzele („ace”) sunt în perechi, moderat robuste, lungi de 3–5,5 cm și verzi, cu stomi atât pe suprafața interioară, cât și pe cea exterioară, dar mai mult pe suprafața interioară, aceasta formând o bandă albicioasă.
Conurile sunt globoase, lungi și late 3–5 cm când sunt închise, verzi la început, se maturizează la vârsta de 18–20 de luni, cu doar un număr mic de solzi groși, de obicei cu 5-10 solzi fertili. Conurile se deschid la 4–6 cm lățime când sunt mature, ținând semințele pe solzi după deschidere. Semințele au o lungime de 10–14 mm, cu o coajă subțire, un endosperm alb și o aripă vestigială de 1–2 mm.
Este o specie aromatica. Se poate extrage ulei esențial din trunchi, membre, ace și conuri. Compușii aromatici proeminenți din fiecare porțiune a arborelui includ α-pinen, sabinen, β-pinen, δ-3-carene, β-felandren, octanoat de etil, longifolen și germacren D.

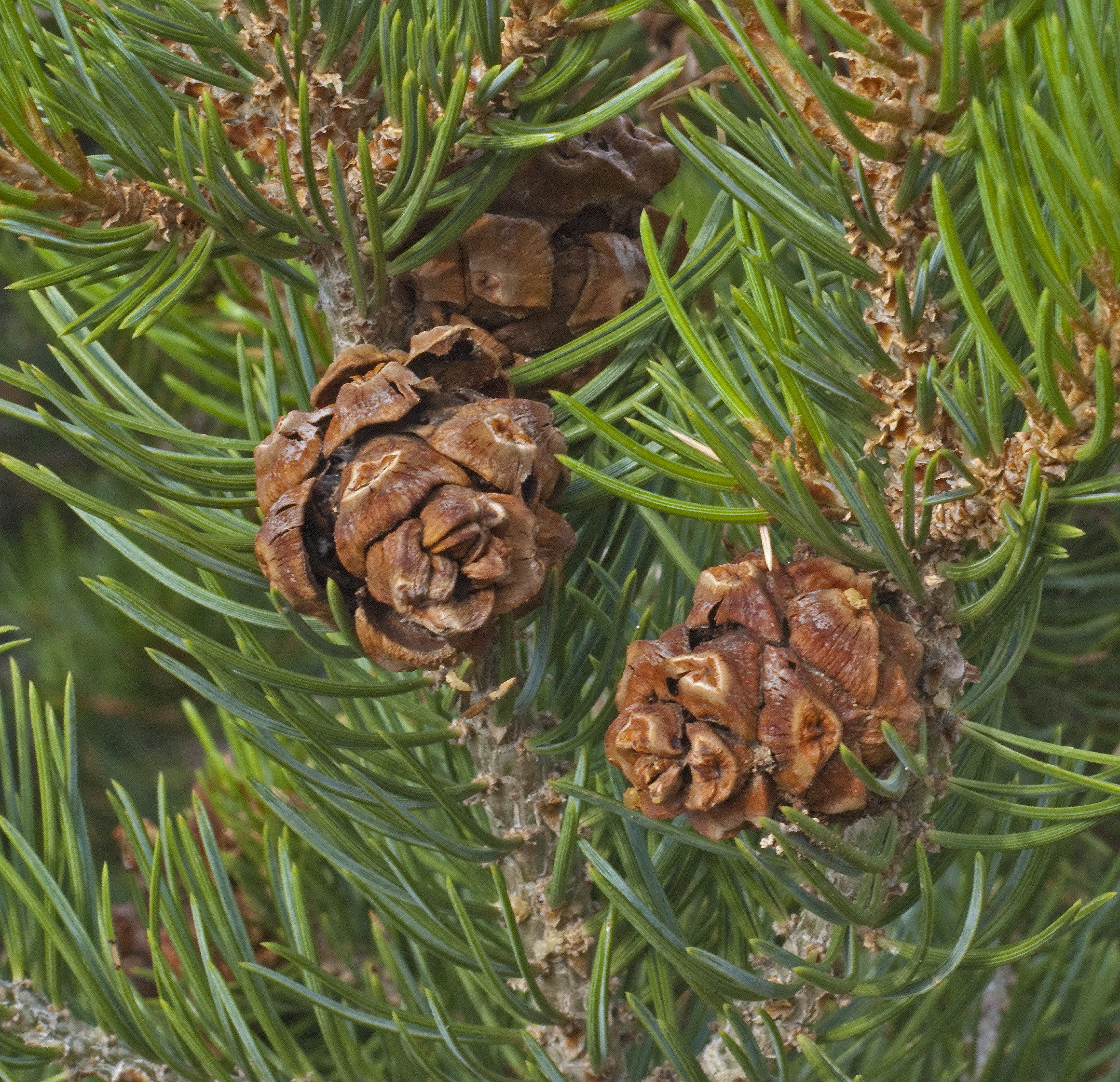
Conuri P. edulis
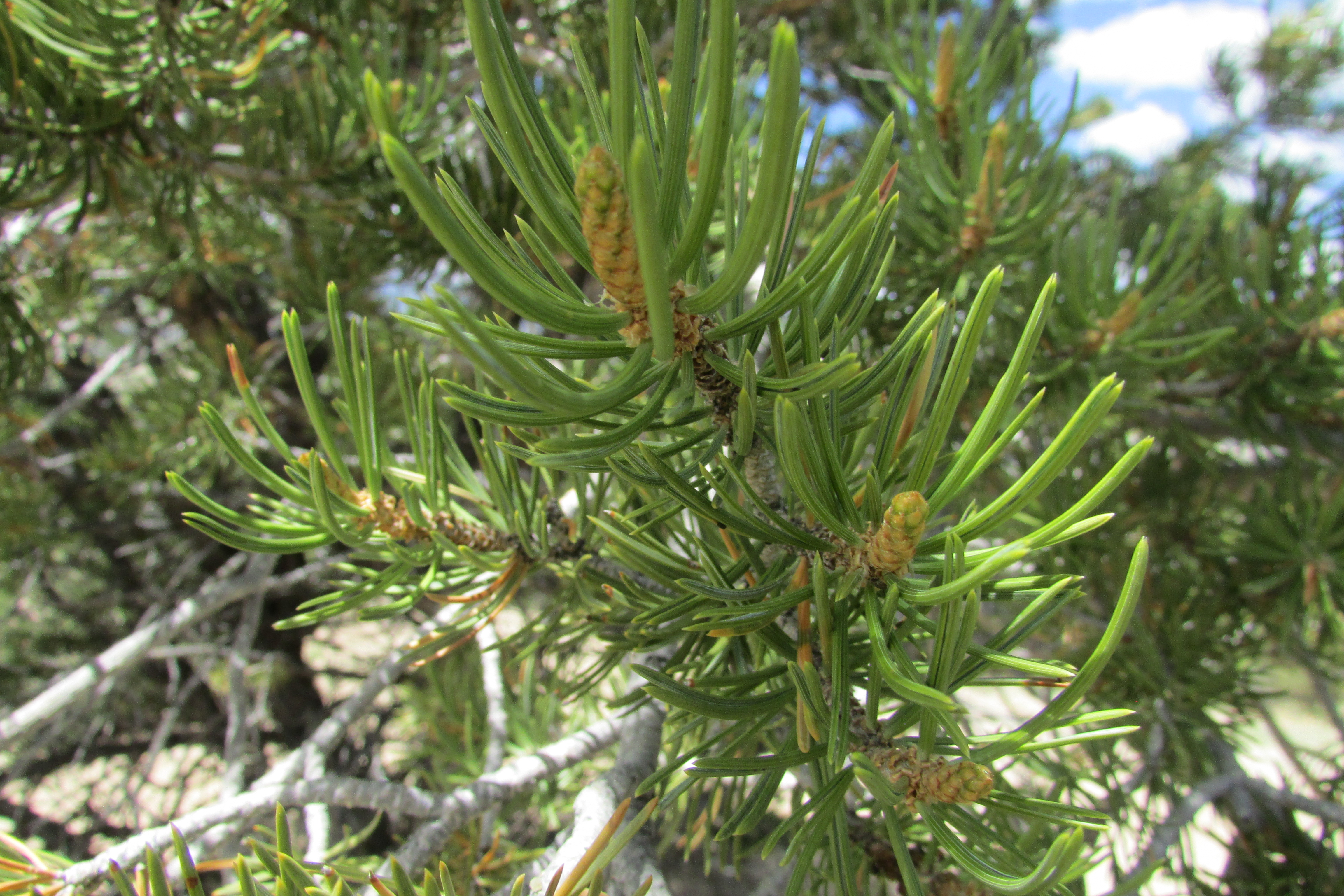
Frunziș
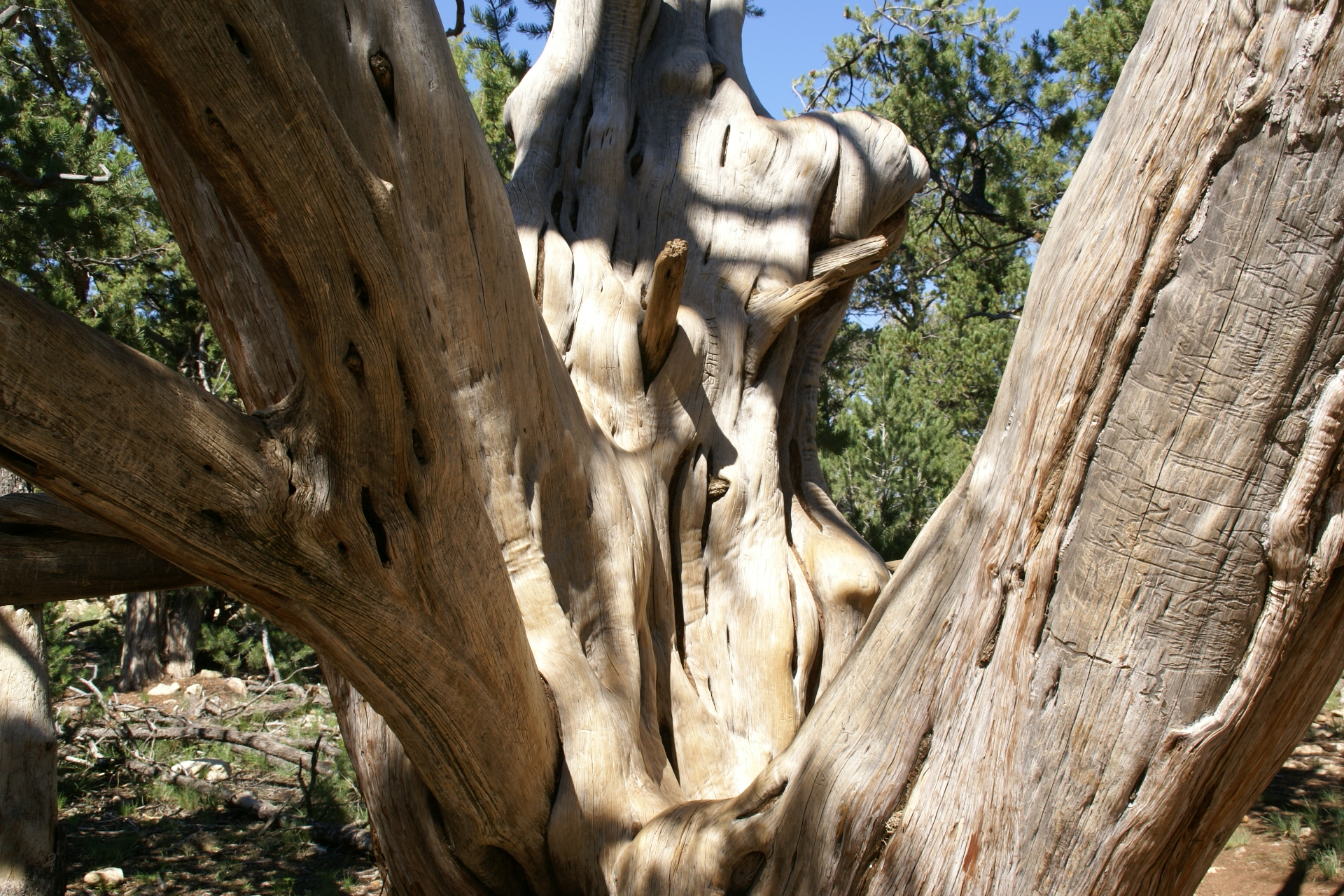
Trunchiu